# ثاندرا (کمیک)
ثاندرا (به انگلیسی: Thundra) یک شخصیت خیالی ضدقهرمان در کتاب‌های کامیک منتشر شده توسط مارول کامیکس است که اغلب با مجموعه چهار شگفت‌انگیز در ارتباط است. این شخصیت توسط نویسنده روی توماس و طراح جان بوشما خلق شده و برای اولین بار در چهار شگفت‌انگیز شماره ۱۲۹ام (دسامبر ۱۹۷۲) معرفی شد.
جدا از کتاب‌های کامیک، شرکت مارول از ثاندرا در دیگر کالاهای خود از جمله پوشاک، اسباب‌بازی، ورق بازی، انیمیشن‌های تلویزیونی و بازی‌های رایانه‌ای استفاده کرده است.
او که توانایی‌هایش شامل قدرت ابرانسانی گسترده و مقاومت در برابر صدمه، و همچنین سرعت، استقامت، واکنش و انعطاف بالا است که یک شمشیر با زنجیر سه فوتی متصل را حمل کرده و عضو گروه‌های ابرتبه‌کارانه‌ای چون بانوان آزادی‌بخش، کد قرمز، چهار وحشتناک و شرکت نفت رکسان است.